# Eucalyptus
Gli eucalipti (Eucalyptus (L'Hér., 1789)) sono un genere di piante arboree appartenente alla famiglia delle Myrtaceae, originario dell'Oceania (soprattutto Tasmania, Australia e Nuova Guinea) e delle Filippine.
Il nome deriva dal greco εὖ, "bene", e καλύπτω, "nascondere", in riferimento al fatto che i petali nascondono il resto del fiore.

## Descrizione
Gli eucalipti sono sempreverdi; la specie Eucalyptus regnans in Australia può superare anche i 90 metri; in Italia queste piante raggiungono dimensioni inferiori, solitamente non più di 25 metri. Il fusto ha la corteccia liscia. Il fiore è formato da un calice a forma di coppa chiusa che si stacca con la fioritura; il frutto è a forma di capsula con all'interno molti piccoli semi.

## Tassonomia
All'interno del genere Eucayptus, descritto per la prima volta Charles Louis L'Héritier nel suo libro Sertum Anglicum, sono incluse oltre 700 specie.

## Importanza economica
Delle numerose specie classificate, solo una sessantina hanno anche interesse economico e provengono tutte dalle zone costiere dell'Australia, le zone caratterizzate da clima mite e da ricchezza di precipitazioni atmosferiche.
Gli impieghi prevalenti delle specie di eucalipti riguardano l'uso farmacologico e fitoterapico dell'olio essenziale, che contiene eucaliptolo (detto anche cineolo), l'utilizzo del suo legno come legname da opera o legna da ardere, o per l'estrazione della cellulosa per la fabbricazione della carta, l'allestimento di apprestamenti protettivi (frangivento) e, infine, come pianta ornamentale e in floricoltura per la produzione di fronde.
L'eucalipto è inoltre una fonte nettarifera importante per la sopravvivenza delle api in Sardegna, isola in cui il 50% della produzione di miele è rappresentata da miele di eucalipto.
Durante e dopo la bonifica delle paludi pontine (nel Lazio meridionale) e di altre zone paludose italiane, avvenute durante il ventennio fascista, furono piantati numerosi esemplari di eucalipti, per diverse ragioni: come linee frangivento, quale valida protezione contro il forte vento e le trombe d'aria (piuttosto comuni nell'Agro Pontino, soprattutto nel periodo autunnale) sia per mantenere il più possibile "in asciutto" i limitrofi canali di scolo delle acque ed evitare i ristagni d'acqua responsabili della prolificazione della zanzara anofele. Gli alberi di eucalipto infatti necessitano di un fabbisogno d'acqua piuttosto elevato se paragonato alla vegetazione autoctona.
Ad oggi, nell'Agro Pontino, l'eucalipto è considerato una specie spontaneizzata.

## Usi
I principi attivi sono presenti nelle foglie che vengono essiccate e conservate, quindi utilizzate per uso interno in infuso, per uso esterno in suffumigi. Molto diffusa è la preparazione di caramelle o pastiglie a base di eucalipto per tosse e bronchi e anche l'utilizzo di olio essenziale da vaporizzare negli ambienti o in preparati per aerosol. L'eucalipto è indicato per fluidificare ed eliminare le secrezioni bronchiali, come trattamento della febbre e per combattere l'asma.

Viene consigliato per le infiammazioni dell'apparato urogenitale ed intestinale.

Inoltre possiede proprietà antivirali ed antinfiammatorie e viene indicato contro i reumatismi; come insetticida può essere utile per eliminare i parassiti, stimola il sistema immunitario ed è antinevralgico. È utilizzato nella cura delle vesciche causate da varicella, herpes labiale e fuoco di Sant'Antonio (Herpes zoster).
L'eucalipto è una pianta mellifera che è bottinata dalle api, consentendo loro di produrre abbondante miele, anche monoflora e con le stesse proprietà balsamiche della pianta.
Nell'ambito dell'interior design, si sta diffondendo sempre più l'utilizzo dei rami di eucalipto come elemento di design per realizzare centrotavola, segnaposto e ghirlande.

## Specie
- Eucalyptus abdita
- Eucalyptus absita
- Eucalyptus acaciiformis
- Eucalyptus accedens
- Eucalyptus acies
- Eucalyptus alba
- Eucalyptus albens
- Eucalyptus amygdalina
- Eucalyptus angustissima
- Eucalyptus argutifolia
- Eucalyptus baueriana
- Eucalyptus baxteri
- Eucalyptus botryoides
- Eucalyptus bridgesiana
- Eucalyptus caesia
- Eucalyptus caliginosa
- Eucalyptus calophylla
- Eucalyptus camaldulensis
- Eucalyptus canalouensis
- Eucalyptus capitellata
- Eucalyptus chapmaniana
- Eucalyptus cinerea
- Eucalyptus cladocalyx
- Eucalyptus cneorifolia
- Eucalyptus cornuta
- Eucalyptus conferruminata
- Eucalyptus crebra
- Eucalyptus crenulata
- Eucalyptus curtisii
- Eucalyptus cypellocarpa
- Eucalyptus dalrympleana
- Eucalyptus deanei
- Eucalyptus deglupta
- Eucalyptus delegatensis
- Eucalyptus diversicolor
- Eucalyptus dives
- Eucalyptus dumosa
- Eucalyptus elata
- Eucalyptus eremophila
- Eucalyptus fastigata
- Eucalyptus fibrosa
- Eucalyptus ficifolia
- Eucalyptus forrestiana
- Eucalyptus fruticetorum
- Eucalyptus globoidea
- Eucalyptus globulus
- Eucalyptus gomphocephala
- Eucalyptus goniocalyx
- Eucalyptus grandis
- Eucalyptus gregsoniana
- Eucalyptus gummifera
- Eucalyptus gunnii
- Eucalyptus halophila
- Eucalyptus jacksonii
- Eucalyptus kochii
- Eucalyptus laeliae
- Eucalyptus lansdowneana
- Eucalyptus largiflorens
- Eucalyptus leucoxylon
- Eucalyptus macrocarpa
- Eucalyptus maidenii
- Eucalyptus mannifera
- Eucalyptus marginata
- Eucalyptus megacarpa
- Eucalyptus melanophloia
- Eucalyptus melliodora
- Eucalyptus michaeliana
- Eucalyptus microcarpa
- Eucalyptus microcorys
- Eucalyptus microtheca
- Eucalyptus × mortoniana
- Eucalyptus mundijongensis
- Eucalyptus muelleriana
- Eucalyptus nicholii
- Eucalyptus niphophila
- Eucalyptus nitens
- Eucalyptus nova-anglica
- Eucalyptus obliqua
- Eucalyptus oleosa
- Eucalyptus olida
- Eucalyptus olsenii
- Eucalyptus ovata
- Eucalyptus paniculata
- Eucalyptus patens
- Eucalyptus pauciflora
- Eucalyptus perriniana
- Eucalyptus pilularis
- Eucalyptus piperita
- Eucalyptus platypus
- Eucalyptus polyanthemos
- Eucalyptus polybractea
- Eucalyptus populnea
- Eucalyptus pulverulenta
- Eucalyptus punctata
- Eucalyptus radiata
- Eucalyptus raveretiana
- Eucalyptus regnans
- Eucalyptus resinifera
- Eucalyptus rigens
- Eucalyptus robusta
- Eucalyptus rubida
- Eucalyptus rudis
- Eucalyptus salubris
- Eucalyptus saligna
- Eucalyptus sargentii
- Eucalyptus scoparia
- Eucalyptus sideroxylon
- Eucalyptus smithii
- Eucalyptus staigeriana
- Eucalyptus tereticornis
- Eucalyptus tetragona
- Eucalyptus todtiana
- Eucalyptus torquata
- Eucalyptus translucens
- Eucalyptus tricarpa
- Eucalyptus triflora
- Eucalyptus trivalvis
- Eucalyptus tumida
- Eucalyptus ultima
- Eucalyptus umbra
- Eucalyptus umbrawarrensis
- Eucalyptus uncinata
- Eucalyptus urna
- Eucalyptus urnigera
- Eucalyptus urnularis
- Eucalyptus utilis
- Eucalyptus uvida
- Eucalyptus valens
- Eucalyptus vegrandis
- Eucalyptus vernicosa
- Eucalyptus verrucata
- Eucalyptus vesiculosa
- Eucalyptus vicina
- Eucalyptus victoriana
- Eucalyptus victrix
- Eucalyptus viminalis
- Eucalyptus virens
- Eucalyptus virginea
- Eucalyptus viridis
- Eucalyptus viminalis
- Eucalyptus vokesensis
- Eucalyptus volcanica
- Eucalyptus walshii
- Eucalyptus wandoo
- Eucalyptus websteriana
- Eucalyptus whitei
- Eucalyptus wilcoxii
- Eucalyptus williamsiana
- Eucalyptus willisii
- Eucalyptus woodwardii
- Eucalyptus wubinensis
- Eucalyptus wyolensis
- Eucalyptus xanthoclada
- Eucalyptus xanthonema
- Eucalyptus xerothermica
- Eucalyptus yalatensis
- Eucalyptus yarraensis
- Eucalyptus yilgarnensis
- Eucalyptus youmanii
- Eucalyptus youngiana
- Eucalyptus yumbarrana
- Eucalyptus zopherophloia